# Rathaus (Fürth)

Rathaus von Nordosten

Das Fürther Rathaus ist das Wahrzeichen der mittelfränkischen Stadt. Es befindet sich im Zentrum Fürths an der Königstraße und ist das höchste Gebäude der Innenstadt.
Es wurde von 1840 bis 1844 nach Plänen von Georg Friedrich Christian Bürklein erbaut, die Eduard Bürklein nach eigenen Angaben „mitbearbeitet“ hat. 1845 bis 1850 folgte ein weiterer Bauteil mit dem Turm, der dem Palazzo Vecchio in Florenz nachgeahmt ist. 1900/01 entstand der Anbau an der Königstraße (Architekt: Friedrich von Thiersch), in dem sich heute der Sitzungssaal befindet. 
Bauliche Veränderungen gab es 1995, als an der Rückseite Häuser für den Bau der U-Bahn abgerissen wurden und sich über Jahre eine Baugrube auftat. Seit der Fertigstellung Ende 1998 befindet sich der U-Bahnhof Rathaus direkt unter dem Gebäude. Wo früher vor dem Bauwerk die vierspurige Bundesstraße 8 verlief, befindet sich heute ein Busbahnhof.

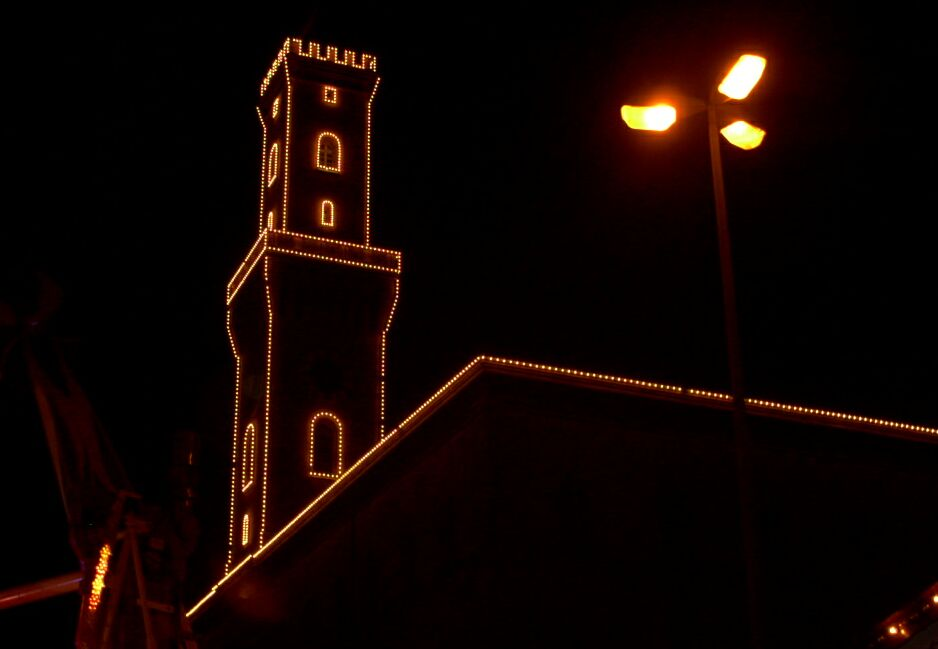
Beleuchtetes Rathaus von Norden

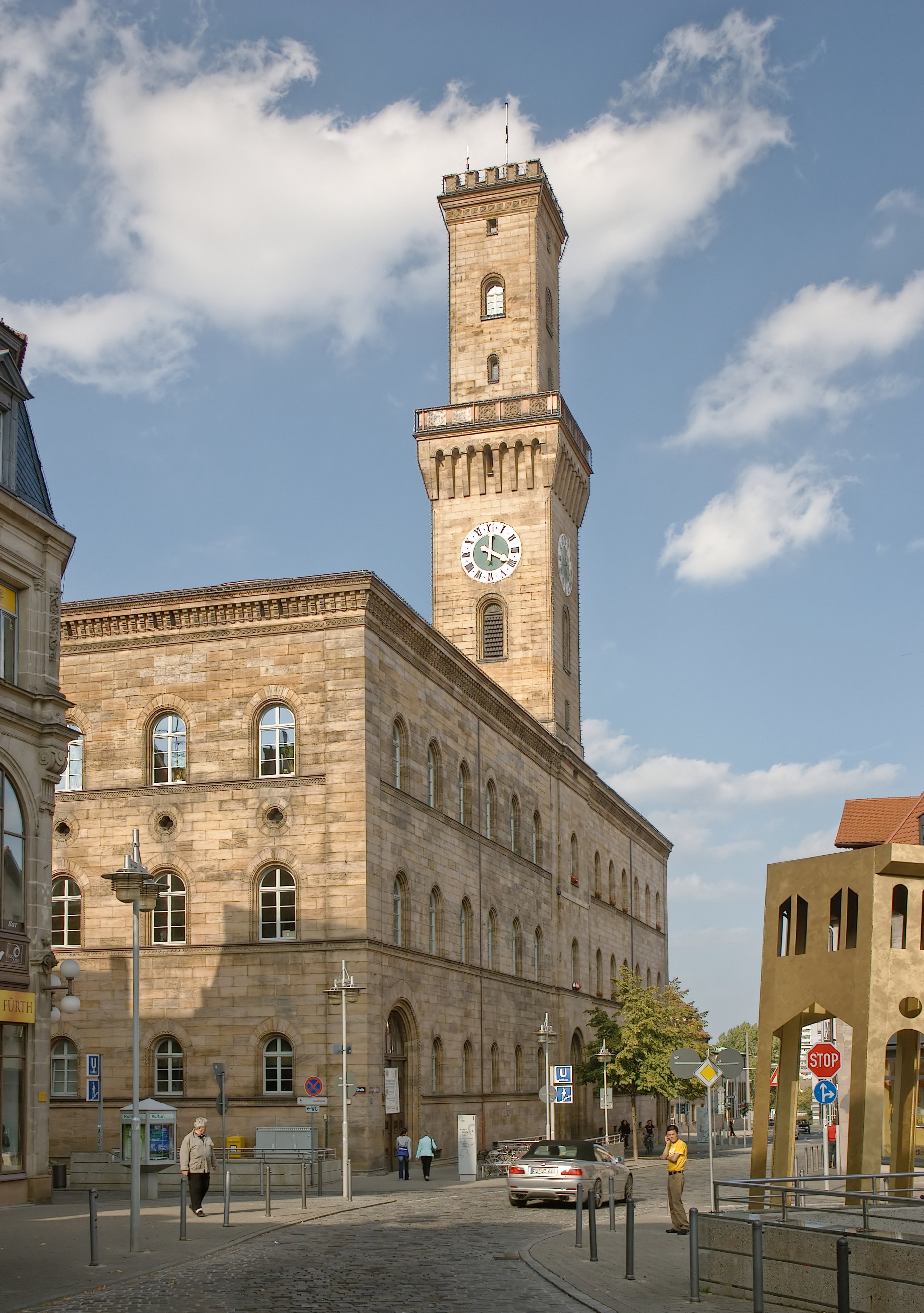
Rathaus von Südosten

Während der Fürther Michaeliskirchweih sowie zu besonderen Anlässen wird der Turm mit Lampen beleuchtet. Ursprünglich sollte die Beleuchtung nur für kurze Zeit am Turm bleiben, den Fürthern gefiel dies jedoch so gut, dass auch bei der momentan angespannten Haushaltslage nicht auf die Beleuchtung verzichtet werden soll. Bei besonderen Anlässen, z. B. dem Tag der offenen Tür, besteht die Möglichkeit, den Turm zu besichtigen. Das aktuelle Glockenspiel im Rathaus Fürth befindet sich seit 1. November 2007 im Turm und spielt täglich um 12:04 Uhr Stairway to Heaven von Led Zeppelin. Die Glocken wurden von der Glockengießerei Eijsbouts für eine Firma in Bayreuth gefertigt und dort nach längerer Verwendung auf einem Autoanhänger dem ehemaligen Fürther Stadtheimatpfleger Alexander Mayer zum Kauf angeboten. Das Spielwerk besteht aus 25 Glocken (chromatisch von c3 bis c5).
Einen besonderen Empfang erhielten die Kicker der SpVgg Greuther Fürth 1997 nach dem Aufstieg in die 2. Bundesliga sowie 2012 in die 1. Bundesliga, als sich vor dem Rathausbalkon Tausende versammelten, um den Spielern zuzujubeln.
Im Untergeschoss befindet sich seit 2010 das Kriminalmuseum Fürth mit einer Ausstellungsfläche von 200 m².